# Eleições autárquicas portuguesas de 1997 no distrito do Porto
| Eleições autárquicas portuguesas de 1997 Distritos: Aveiro \| Beja \| Braga \| Bragança \| Castelo Branco \| Coimbra \| Évora \| Faro \| Guarda \| Leiria \| Lisboa \| Portalegre \| Porto \| Santarém \| Setúbal \| Viana do Castelo \| Vila Real \| Viseu \| Açores \| Madeira |

## Resultados por concelho
Os resultados nos concelhos do Distrito do Porto foram os seguintes:

### Amarante
| Partido                 | Partido                           | Votos  | %               | +/-   | Vereadores | +/-     |
| ----------------------- | --------------------------------- | ------ | --------------- | ----- | ---------- | ------- |
|                         | Partido Socialista                | 18 004 | 58,48 / 100,00  | 0,31  | 5 / 7      | Estável |
|                         | Partido Popular                   | 8 567  | 27,82 / 100,00  | 23,75 | 2 / 7      | 2       |
|                         | Partido Socialista Revolucionário | 1 696  | 5,51 / 100,00   | Novo  | 0 / 7      | Novo    |
|                         | Coligação Democrática Unitária    | 886    | 2,88 / 100,00   | 1,36  | 0 / 7      | Estável |
| Votos Inválidos         | Votos Inválidos                   | 1 636  | 5,32 / 100,00   | 3,09  |            |         |
| Total                   | Total                             | 30 789 | 100,00 / 100,00 |       | 7 / 7      |         |
| Eleitorado/Participação | Eleitorado/Participação           | 47 643 | 64,62 / 100,00  | 6,96  |            |         |

### Baião
| Partido                 | Partido                        | Votos  | %               | +/-  | Vereadores | +/-     |
| ----------------------- | ------------------------------ | ------ | --------------- | ---- | ---------- | ------- |
|                         | Partido Social Democrata       | 7 299  | 50,72 / 100,00  | 4,06 | 4 / 7      | Estável |
|                         | Partido Socialista             | 6 099  | 42,38 / 100,00  | 0,94 | 3 / 7      | Estável |
|                         | Partido Popular                | 378    | 2,63 / 100,00   | 1,61 | 0 / 7      | Estável |
|                         | Coligação Democrática Unitária | 210    | 1,46 / 100,00   | 0,47 | 0 / 7      | Estável |
| Votos Inválidos         | Votos Inválidos                | 406    | 2,82 / 100,00   | 1,04 |            |         |
| Total                   | Total                          | 14 392 | 100,00 / 100,00 |      | 7 / 7      |         |
| Eleitorado/Participação | Eleitorado/Participação        | 19 781 | 72,76 / 100,00  | 0,05 |            |         |

### Felgueiras
| Partido                 | Partido                        | Votos  | %               | +/-  | Vereadores | +/-     |
| ----------------------- | ------------------------------ | ------ | --------------- | ---- | ---------- | ------- |
|                         | Partido Socialista             | 18 731 | 56,27 / 100,00  | 8,31 | 4 / 7      | Estável |
|                         | Partido Social Democrata       | 12 481 | 37,50 / 100,00  | 4,58 | 3 / 7      | Estável |
|                         | Coligação Democrática Unitária | 752    | 2,26 / 100,00   | 1,16 | 0 / 7      | Estável |
|                         | Partido Popular                | 567    | 1,70 / 100,00   | 1,28 | 0 / 7      | Estável |
| Votos Inválidos         | Votos Inválidos                | 756    | 2,27 / 100,00   | 0,28 |            |         |
| Total                   | Total                          | 33 287 | 100,00 / 100,00 |      | 7 / 7      |         |
| Eleitorado/Participação | Eleitorado/Participação        | 44 162 | 75,37 / 100,00  | 0,50 |            |         |

### Gondomar
| Partido                 | Partido                           | Votos   | %               | +/-   | Vereadores | +/-     |
| ----------------------- | --------------------------------- | ------- | --------------- | ----- | ---------- | ------- |
|                         | Partido Social Democrata          | 55 556  | 67,44 / 100,00  | 24,46 | 9 / 11     | 4       |
|                         | Partido Socialista                | 16 140  | 19,59 / 100,00  | 22,44 | 2 / 11     | 3       |
|                         | Coligação Democrática Unitária    | 6 131   | 7,44 / 100,00   | 1,09  | 0 / 11     | 1       |
|                         | Partido Popular                   | 1 192   | 1,45 / 100,00   | 0,83  | 0 / 11     | Estável |
|                         | União Democrática Popular         | 296     | 0,36 / 100,00   | 0,09  | 0 / 11     | Estável |
|                         | Partido da Solidariedade Nacional | 168     | 0,20 / 100,00   | 0,56  | 0 / 11     | Estável |
| Votos Inválidos         | Votos Inválidos                   | 2 896   | 3,51 / 100,00   | 0,53  |            |         |
| Total                   | Total                             | 82 379  | 100,00 / 100,00 |       | 11 / 11    |         |
| Eleitorado/Participação | Eleitorado/Participação           | 126 059 | 65,35 / 100,00  | 1,90  |            |         |

### Lousada
| Partido                 | Partido                        | Votos  | %               | +/-  | Vereadores | +/-     |
| ----------------------- | ------------------------------ | ------ | --------------- | ---- | ---------- | ------- |
|                         | Partido Socialista             | 16 245 | 65,49 / 100,00  | 6,22 | 5 / 7      | Estável |
|                         | Partido Social Democrata       | 6 706  | 27,03 / 100,00  | 7,33 | 2 / 7      | Estável |
|                         | Coligação Democrática Unitária | 767    | 3,09 / 100,00   | 0,89 | 0 / 7      | Estável |
|                         | Partido Popular                | 394    | 1,59 / 100,00   | 0,47 | 0 / 7      | Estável |
| Votos Inválidos         | Votos Inválidos                | 694    | 2,80 / 100,00   | 0,68 |            |         |
| Total                   | Total                          | 24 806 | 100,00 / 100,00 |      | 7 / 7      |         |
| Eleitorado/Participação | Eleitorado/Participação        | 33 701 | 73,61 / 100,00  | 3,51 |            |         |

### Maia
| Partido                 | Partido                        | Votos  | %               | +/-  | Vereadores | +/-     |
| ----------------------- | ------------------------------ | ------ | --------------- | ---- | ---------- | ------- |
|                         | Partido Social Democrata       | 32 179 | 60,36 / 100,00  | 1,10 | 6 / 9      | Estável |
|                         | Partido Socialista             | 15 574 | 29,21 / 100,00  | 4,16 | 3 / 9      | 1       |
|                         | Coligação Democrática Unitária | 3 320  | 6,23 / 100,00   | 2,63 | 0 / 9      | 1       |
| Votos Inválidos         | Votos Inválidos                | 2 241  | 4,20 / 100,00   | 0,96 |            |         |
| Total                   | Total                          | 53 314 | 100,00 / 100,00 |      | 9 / 9      |         |
| Eleitorado/Participação | Eleitorado/Participação        | 84 361 | 63,20 / 100,00  | 3,48 |            |         |

### Marco de Canaveses
| Partido                 | Partido                        | Votos  | %               | +/-   | Vereadores | +/-     |
| ----------------------- | ------------------------------ | ------ | --------------- | ----- | ---------- | ------- |
|                         | Partido Popular                | 14 775 | 56,04 / 100,00  | 7,36  | 4 / 7      | 1       |
|                         | Partido Socialista             | 9 446  | 35,83 / 100,00  | 23,69 | 3 / 7      | 2       |
|                         | Coligação Democrática Unitária | 1 006  | 3,82 / 100,00   | 1,19  | 0 / 7      | Estável |
| Votos Inválidos         | Votos Inválidos                | 1 138  | 4,32 / 100,00   | 0,28  |            |         |
| Total                   | Total                          | 26 365 | 100,00 / 100,00 |       | 7 / 7      |         |
| Eleitorado/Participação | Eleitorado/Participação        | 39 157 | 67,33 / 100,00  | 4,26  |            |         |

### Matosinhos
| Partido                 | Partido                           | Votos   | %               | +/-  | Vereadores | +/-     |
| ----------------------- | --------------------------------- | ------- | --------------- | ---- | ---------- | ------- |
|                         | Partido Socialista                | 46 547  | 62,47 / 100,00  | 3,02 | 8 / 11     | 1       |
|                         | Partido Social Democrata          | 16 413  | 22,03 / 100,00  | 1,04 | 3 / 11     | 1       |
|                         | Coligação Democrática Unitária    | 5 352   | 7,18 / 100,00   | 0,89 | 0 / 11     | Estável |
|                         | Partido Popular                   | 2 661   | 3,57 / 100,00   | 0,45 | 0 / 11     | Estável |
|                         | União Democrática Popular         | 565     | 0,76 / 100,00   | 0,32 | 0 / 11     | Estável |
|                         | Partido da Solidariedade Nacional | 168     | 0,23 / 100,00   | 0,22 | 0 / 11     | Estável |
| Votos Inválidos         | Votos Inválidos                   | 2 803   | 3,76 / 100,00   | 1,44 |            |         |
| Total                   | Total                             | 74 509  | 100,00 / 100,00 |      | 11 / 11    |         |
| Eleitorado/Participação | Eleitorado/Participação           | 132 478 | 56,24 / 100,00  | 6,96 |            |         |

### Paços de Ferreira
| Partido                 | Partido                        | Votos  | %               | +/-  | Vereadores | +/-     |
| ----------------------- | ------------------------------ | ------ | --------------- | ---- | ---------- | ------- |
|                         | Partido Social Democrata       | 15 306 | 60,71 / 100,00  | 3,42 | 5 / 7      | Estável |
|                         | Partido Socialista             | 6 068  | 24,07 / 100,00  | 1,45 | 2 / 7      | Estável |
|                         | Partido Popular                | 2 346  | 9,31 / 100,00   | 0,12 | 0 / 7      | Estável |
|                         | Coligação Democrática Unitária | 848    | 3,36 / 100,00   | 1,83 | 0 / 7      | Estável |
| Votos Inválidos         | Votos Inválidos                | 643    | 2,55 / 100,00   | 0,01 |            |         |
| Total                   | Total                          | 25 211 | 100,00 / 100,00 |      | 7 / 7      |         |
| Eleitorado/Participação | Eleitorado/Participação        | 36 973 | 68,19 / 100,00  | 2,54 |            |         |

### Paredes
| Partido                 | Partido                        | Votos  | %               | +/-   | Vereadores | +/-     |
| ----------------------- | ------------------------------ | ------ | --------------- | ----- | ---------- | ------- |
|                         | Partido Social Democrata       | 24 979 | 56,32 / 100,00  | 17,56 | 6 / 9      | 2       |
|                         | Partido Socialista             | 11 667 | 26,31 / 100,00  | 4,81  | 2 / 9      | Estável |
|                         | Partido Popular                | 5 113  | 11,53 / 100,00  | 24,33 | 1 / 9      | 2       |
|                         | Coligação Democrática Unitária | 1 450  | 3,27 / 100,00   | 0,52  | 0 / 9      | Estável |
| Votos Inválidos         | Votos Inválidos                | 1 141  | 2,58 / 100,00   | 1,44  |            |         |
| Total                   | Total                          | 44 350 | 100,00 / 100,00 |       | 9 / 9      |         |
| Eleitorado/Participação | Eleitorado/Participação        | 60 965 | 72,75 / 100,00  | 0,64  |            |         |

### Penafiel
| Partido                 | Partido                           | Votos  | %               | +/-   | Vereadores | +/-     |
| ----------------------- | --------------------------------- | ------ | --------------- | ----- | ---------- | ------- |
|                         | Partido Socialista                | 21 121 | 50,50 / 100,00  | 0,94  | 5 / 9      | Estável |
|                         | Partido Social Democrata          | 11 400 | 27,26 / 100,00  | 11,71 | 3 / 9      | 1       |
|                         | Partido Popular                   | 6 345  | 15,17 / 100,00  | 12,03 | 1 / 9      | 1       |
|                         | Coligação Democrática Unitária    | 1 483  | 3,55 / 100,00   | 0,43  | 0 / 9      | Estável |
|                         | Partido da Solidariedade Nacional | 237    | 0,57 / 100,00   | 0,41  | 0 / 9      | Estável |
| Votos Inválidos         | Votos Inválidos                   | 1 236  | 2,95 / 100,00   | 0,60  |            |         |
| Total                   | Total                             | 41 822 | 100,00 / 100,00 |       | 9 / 9      |         |
| Eleitorado/Participação | Eleitorado/Participação           | 54 535 | 76,69 / 100,00  | 1,65  |            |         |

### Porto
| Partido                 | Partido                        | Votos   | %               | +/-   | Vereadores | +/-     |
| ----------------------- | ------------------------------ | ------- | --------------- | ----- | ---------- | ------- |
|                         | Partido Socialista             | 75 275  | 55,76 / 100,00  | 3,88  | 8 / 13     | 1       |
|                         | PSD-CDS                        | 35 495  | 26,30 / 100,00  | Novo  | 4 / 13     | Novo    |
|                         | Coligação Democrática Unitária | 15 214  | 11,27 / 100,00  | 4,11  | 1 / 13     | Estável |
|                         | União Democrática Popular      | 893     | 0,66 / 100,00   | 0,24  | 0 / 13     | Estável |
|                         | PSR-PXXI                       | 812     | 0,60 / 100,00   | Novo  | 0 / 13     | Novo    |
|                         | Partido Popular Monárquico     | 686     | 0,51 / 100,00   | -     | 0 / 13     | -       |
|                         | PCTP/MRPP                      | 599     | 0,44 / 100,00   | -     | 0 / 13     | -       |
| Votos Inválidos         | Votos Inválidos                | 6 013   | 4,46 / 100,00   | 2,48  |            |         |
| Total                   | Total                          | 134 987 | 100,00 / 100,00 |       | 13 / 13    |         |
| Eleitorado/Participação | Eleitorado/Participação        | 280 575 | 48,11 / 100,00  | 10,18 |            |         |

### Póvoa de Varzim
| Partido                 | Partido                        | Votos  | %               | +/-   | Vereadores | +/- |
| ----------------------- | ------------------------------ | ------ | --------------- | ----- | ---------- | --- |
|                         | Partido Social Democrata       | 19 818 | 62,37 / 100,00  | 25,23 | 6 / 7      | 3   |
|                         | Partido Socialista             | 5 592  | 17,60 / 100,00  | 9,17  | 1 / 7      | 1   |
|                         | Partido Popular                | 2 970  | 9,35 / 100,00   | 24,77 | 0 / 7      | 3   |
|                         | Coligação Democrática Unitária | 2 442  | 7,69 / 100,00   | 5,21  | 0 / 7      | 1   |
| Votos Inválidos         | Votos Inválidos                | 953    | 3,00 / 100,00   | 0,24  |            |     |
| Total                   | Total                          | 31 775 | 100,00 / 100,00 |       | 7 / 7      |     |
| Eleitorado/Participação | Eleitorado/Participação        | 49 710 | 63,92 / 100,00  | 3,32  |            |     |

### Santo Tirso
| Partido                 | Partido                        | Votos  | %               | +/-  | Vereadores | +/-     |
| ----------------------- | ------------------------------ | ------ | --------------- | ---- | ---------- | ------- |
|                         | Partido Socialista             | 31 108 | 50,85 / 100,00  | 0,88 | 5 / 9      | Estável |
|                         | Partido Social Democrata       | 25 530 | 41,73 / 100,00  | 6,20 | 4 / 9      | Estável |
|                         | Coligação Democrática Unitária | 2 828  | 4,62 / 100,00   | 0,86 | 0 / 9      | Estável |
| Votos Inválidos         | Votos Inválidos                | 1 708  | 2,80 / 100,00   | 0,38 |            |         |
| Total                   | Total                          | 61 174 | 100,00 / 100,00 |      | 9 / 9      |         |
| Eleitorado/Participação | Eleitorado/Participação        | 88 613 | 69,04 / 100,00  | 2,17 |            |         |

### Valongo
| Partido                 | Partido                           | Votos  | %               | +/-  | Vereadores | +/-     |
| ----------------------- | --------------------------------- | ------ | --------------- | ---- | ---------- | ------- |
|                         | Partido Social Democrata          | 21 567 | 53,45 / 100,00  | 8,43 | 6 / 9      | 2       |
|                         | Partido Socialista                | 14 283 | 35,40 / 100,00  | 3,87 | 3 / 9      | 1       |
|                         | Coligação Democrática Unitária    | 2 521  | 6,25 / 100,00   | 4,27 | 0 / 9      | 1       |
|                         | União Democrática Popular         | 286    | 0,71 / 100,00   | -    | 0 / 9      | -       |
|                         | Partido da Solidariedade Nacional | 0      | 0,00 / 100,00   | 1,98 | 0 / 9      | Estável |
| Votos Inválidos         | Votos Inválidos                   | 1 691  | 4,19 / 100,00   | 0,99 |            |         |
| Total                   | Total                             | 40 348 | 100,00 / 100,00 |      | 9 / 9      |         |
| Eleitorado/Participação | Eleitorado/Participação           | 64 511 | 62,54 / 100,00  | 0,98 |            |         |

### Vila do Conde
| Partido                 | Partido                        | Votos  | %               | +/-  | Vereadores | +/-     |
| ----------------------- | ------------------------------ | ------ | --------------- | ---- | ---------- | ------- |
|                         | Partido Socialista             | 25 312 | 62,60 / 100,00  | 0,21 | 6 / 9      | Estável |
|                         | Partido Social Democrata       | 11 742 | 29,04 / 100,00  | 0,89 | 3 / 9      | Estável |
|                         | Coligação Democrática Unitária | 1 310  | 3,24 / 100,00   | 0,38 | 0 / 9      | Estável |
|                         | Partido Popular                | 979    | 2,42 / 100,00   | 1,50 | 0 / 9      | Estável |
| Votos Inválidos         | Votos Inválidos                | 1 092  | 2,70 / 100,00   | 0,44 |            |         |
| Total                   | Total                          | 40 435 | 100,00 / 100,00 |      | 9 / 9      |         |
| Eleitorado/Participação | Eleitorado/Participação        | 59 168 | 68,34 / 100,00  | 4,95 |            |         |

### Vila Nova de Gaia
| Partido                 | Partido                           | Votos   | %               | +/-   | Vereadores | +/-  |
| ----------------------- | --------------------------------- | ------- | --------------- | ----- | ---------- | ---- |
|                         | Partido Social Democrata          | 64 038  | 46,72 / 100,00  | 10,23 | 6 / 11     | 2    |
|                         | Partido Socialista                | 56 746  | 41,40 / 100,00  | 2,72  | 5 / 11     | 1    |
|                         | Coligação Democrática Unitária    | 10 150  | 7,40 / 100,00   | 4,12  | 0 / 11     | 1    |
|                         | Partido Socialista Revolucionário | 992     | 0,72 / 100,00   | Novo  | 0 / 11     | Novo |
|                         | União Democrática Popular         | 881     | 0,64 / 100,00   | -     | 0 / 11     | -    |
| Votos Inválidos         | Votos Inválidos                   | 4 270   | 3,12 / 100,00   | 0,33  |            |      |
| Total                   | Total                             | 137 077 | 100,00 / 100,00 |       | 11 / 11    |      |
| Eleitorado/Participação | Eleitorado/Participação           | 221 968 | 61,76 / 100,00  | 1,19  |            |      |